# Преторіанський табір
Преторіанський табір, Преторіанський замок (лат. Castra praetoria, трансліт. Ка́стра прето́рія) — «преторіанські табори») — укріплений табір (замок) бараків преторіанців на Віміналі, в Римі, зведений імператором Тиберієм. Таким чином всі когорти преторіанців стали знаходитися в одному таборі.
Castra Praetoria являв собою прямокутник (380 на 440 м) зі стінами завтовшки 2 м і висотою 4,73 м. Уздовж стіни розташовувалися лави склепінчастих кімнат, де жили солдати. З 271 року табір став частиною Авреліанової стіни у районі Porta Praetoriana, і був зруйнований при імператора Костянтині. До наших днів збереглися руїни північної та східної частини табору, а також частково південна сторона.
Ця назва табору дала назву римському кварталу Castro Pretorio та однойменній станції метро.